# Grywalizacja
Grywalizacja (również gamifikacja, gryfikacja z ang. gamification) – wykorzystanie elementów gier i technik projektowania gier w kontekście niezwiązanym z grami, mające na celu angażowanie ludzi, motywowanie do działania, pobudzanie do nauki i rozwiązywania problemów przy osiąganiu przy tym pożądanych zachowań lub innych założonych celów.
Grywalizacja może być rozumiana jako produkt, sposób myślenia, proces, doświadczenie, podejście do projektowania. Jest wykorzystywana w takich obszarach jak: edukacja, opieka zdrowotna, zarządzanie kapitałem ludzkim, marketing, sprzedaż, zarządzanie projektami, zarządzanie zespołem, zarządzanie procesami z udziałem wiedzy.

## Elementy mechaniki gier
Mechanika znana z gier (np. komputerowych) wykorzystywana do grywalizacji projektów obejmuje:
- zadania i wyzwania dla uczestników lub grup (zwykle są zgodne z oczekiwaniami autora projektu);
- pasek postępu lub inną formę prezentacji jak blisko osoba jest do zakończenia zadania lub przejścia na kolejny poziom;
- odznaki za osiągnięcia – ukończone zadania lub wyzwania (element wspierający wiralność projektu);
- poziomy trudności / rozwoju (osiągnięcie pierwszych zadań jest bardzo proste, wraz ze wzrostem doświadczenia uczestników rośnie poziom trudności zadań, z czasem konieczne jest angażowanie większej liczby uczestników do wykonania niektórych zadań);
- rywalizację indywidualną i grupową;
- współpracę uczestników dla osiągnięcia wspólnego celu (pozwala to zacieśniać więzi społeczne);
- rankingi (osób i grup osób);
- punkty – wirtualną walutę przyznawaną za wykonanie zadań (liczba przyznawanych punktów jest proporcjonalna do skali trudności zadania i jego znaczenia dla autora projektu);
- wirtualne przedmioty;
- system nagradzania, wymiany, kolekcjonowania, możliwości obdarowywania innych służące do podwyższania statusu uczestników lub zacieśniania więzi społecznych wewnątrz projektu (element wspierający wiralność projektu);
- system komunikacji pomiędzy uczestnikami – fora, e-maile, chaty (wspierają budowanie więzi społecznych pomiędzy uczestnikami).

## Mechanizmy gry
Producenci gier komputerowych, takich jak World of Warcraft doprowadzili do perfekcji system, który wciąga użytkowników w intensywną interakcję z grą. System jest na tyle silny, że według raportu Nielsena z 2008 roku, czas spędzony na graniu w World of Warcraft był dłuższy, niż czas spędzony na graniu w pozostałe najpopularniejsze gry z pierwszej dziesiątki razem wzięte.
Potrzeby użytkowników (motywacja wewnętrzna i zewnętrzna) realizowane przez poszczególne elementy mechaniki gier (przykłady):
- status – podwyższanie własnego statusu w konkretnej społeczności (poziomy zaawansowania i odznaki);
- współzawodnictwo – osobiste i grupowe (rywalizacja i wyzwania);
- osiągnięcia i samodoskonalenie – pokonywanie kolejnych osiągalnych wyzwań (poziomy trudności, paski postępu, rankingi);
- poczucie wspólnoty i możliwość kontaktu z innymi osobami o podobnych potrzebach i zainteresowaniach oraz możliwość samoekspresji (fora, maile, chaty);
- handel (wymiana wirtualnych przedmiotów i punktów);
- altruizm (przekazanie wirtualnych przedmiotów lub punktów);
- zagrożenie – użytkownika lub grupy, do której przynależy;
- niechęć do straty (ang. loss aversion) pojawia się na skutek szybkiego postępu osiągnięć na początku gry, dając uczestnikom poczucie tworzenia wirtualnego bytu/dobra, które szkoda później porzucić.

Poniżej znajduje się omówienie mechanizmów, które są używane do wciągnięcia graczy w świat gry.

### Kolekcjonowanie
Przedstawianie elementów jako części większej kolekcji nadaje pojedynczym elementom dużo większą wartość. Jesteśmy psychologicznie uwarunkowani do „łatania dziur” we wzorcach, które dostrzegamy i dlatego np. ostatnia brakująca karta z kolekcji Pokémonów jest warta dla nas subiektywnie więcej, niż 10 czy 20 dublujących się kart. Zachęcenie do zebrania całej kolekcji (ang. collecting) jest jednym z podstawowych elementów mechaniki gier.

### Rankingi
Rankingi, czyli tzw. tabele wyników (ang. leaderboards), pozwalają graczom porównać swoje umiejętności z umiejętnościami innych. Ludzie są psychologicznie uwarunkowani do dostrzegania rzeczy w perspektywie, kontekście i ranking w grach zapewnia właśnie taki kontekst. W grach towarzyskich rozgrywanych „twarzą w twarz” rankingi nie są potrzebne – gracze widzą, kto z grupy wygrał, a kto przegrał. Ale w grach komputerowych, przed epoką internetu, istniały nawet fikcyjne tabele wyników, by zapewnić graczom kontekst dla ich umiejętności. Dziś gry potrafią ściągnąć online wyniki nie tylko obcych ludzi, ale także osób znajomych, zapewniając jeszcze silniejszy kontekst i motywację do ulepszania umiejętności.

### Cele
Cele (ang. goals) to sposób na wyznaczenie drogi gracza przez grę. W sportowych grach drużynowych, takich jak piłka nożna, celem jest wbicie piłki do bramki drużyny przeciwnej. W szachach celem jest „pojmanie” króla przeciwnika lub uniemożliwienie mu wykonania ruchu. Określenie celów zapewnia grze strukturę, której muszą się trzymać poszczególni gracze.

### Poziomy
Zdobywanie umiejętności, rozwijanie postaci w grach RPG to rodzaj celu zwany „zdobywaniem poziomów” (ang. leveling). Kolejne poziomy rozwoju wiążą się często z dodatkowymi możliwościami, dostępem do zaawansowanych funkcji itp. Zdobywanie kolejnych poziomów może być celem gry samym w sobie lub może być środkiem do osiągnięcia innych, bardziej odległych celów.

### Postęp
Bardzo istotnym elementem mechaniki gier jest postęp (ang. progress) – mechanizm, który sygnalizuje graczowi, jak wiele wysiłku trzeba jeszcze włożyć w osiągnięcie kolejnego celu lub poziomu oraz jak wiele wysiłku już włożył. Postęp może być wskazówką wizualną (np. pasek postępu przy poziomie postaci), może być wyrażony liczbą (punkty doświadczenia) itp. Niepełny pasek postępu motywuje do „skompletowania” go.

### Wyzwania
Wyzwania (ang. challenges) to losowe lub regularne zadania, które gracz musi wykonać, aby zdobyć nagrodę, osiągnąć cel lub przejść na następny poziom. System wyzwań połączony z systemem celów stanowi podstawę konstrukcji każdej gry i określa wymagania w stosunku do gracza.

### Nagrody i punkty
Trud włożony w osiąganie celów powinien być w mechanice gier kompensowany za pomocą nagród (ang. rewards). Nagrody te mogą dotyczyć różnych sfer gry – może to być „specjalne traktowanie” (dostęp do obszarów gry niedostępnych dla innych), może być „indywidualizacja” (możliwość spersonalizowania atrybutów postaci w grze), może to być nagroda punktowa. Bardzo ważnym elementem planowania przy kolekcjonowaniu punktów jest znalezienie dla nich zastosowania (tzw. balans pomiędzy „zdobywaniem i spalaniem” – ang. earning & burning). Punkty mogą być używane do zdobycia miejsca w rankingu lub do wydawania na przedmioty lub personalizację w grze.

## Implementacja grywalizacji
Prowadzone są badania nad etapami wdrażania gamifikacji, na bazie których powstają różne modele implementacji narzędzia.
Na ich podstawie można wyróżnić takie etapy jak:
1. wyznaczanie celów np. poziomu aktywności użytkowników, realizacji organizacyjnych KPI;
2. identyfikacja użytkowników (stworzenie charakterystyki, poznanie przyzwyczajeń, motywacji np. poprzez stworzenie Persony(inne języki), Bartle test, Marczewski test[17];
3. projekt merytoryczny i graficzny rozgrywki (dobór mechanizmów i elementów gier, stworzenie story);
4. dobór rozwiązań informatycznych np. dedykowanej platformy grywalizacyjnej, istniejącej platformy edukacyjnej (Moodle) lub tworzenie nowego rozwiązania;
5. testowanie i wdrażanie;
6. utrzymanie.

Według badań praktyka biznesowa w Polsce różni się pod względem etapów implementacji od modeli teoretycznych. Organizacje wdrażające grywalizację dodają etap rekrutacji/marketingu, który ma wypromować rozwiązanie wśród przyszłych użytkowników.
Sukces wdrożenia grywalizacji w praktyce biznesowej jest mierzony poprzez:
- poziom osiągnięcia wyznaczonych celów;
- odsetek grupy docelowej, która zarejestrowała się na platformie grywalizacyjnej lub weszła do niej przynajmniej raz;
- odsetek grupy docelowej, która ukończyła ścieżkę grywalizacji lub była aktywna w danym czasie trwania projektu.

## Polska nazwa
Istnieją trzy polskie warianty tłumaczenia słowa gamification:
- gamifikacja – wynikająca z określenia angielskiego;
- gryfikacja – autorstwa Sebastiana Starzyńskiego, twórcy serwisu gryfikacja.pl;
- grywalizacja – rozpowszechniona przez Pawła Tkaczyka, autora książki Grywalizacja. Jak zastosować mechanizmy gier w działaniach marketingowych[18].